# Simon Philippart
Simon Philippart est un financier belge ayant joué un rôle dans le développement des chemins de fer et des tramways à la fin du XIXe siècle.

## Biographie
Simon Phillipart, est né le 7 novembre 1826 à Tournai en Belgique. Sa famille fait partie de la « bourgeoisie aisée », son père est un homme d'affaires dans le domaine du textile.
Il débute dans les affaires de son père, à Tournai, Ath et Roubaix puis s'investit dans le domaine des chemins de fer en 1865-1866 avec la création de la Compagnie des chemins de fer des bassins houillers du Hainaut, au capital conséquent de 30 millions de francs, patronné par la Banque de Belgique. En huit ans la société reverse six fois le montant du capital initial.
En 1867, il est membre du conseil d'administration de la Société générale d'exploitation de chemins de fer, en tant qu'administrateur et directeur général de la Compagnie des chemins de fer des bassins houillers du Hainaut, affiliée à la Société générale d'exploitation. Le 29 juillet 1868, il est nommé administrateur délégué pour une durée de quinze ans de la Compagnie des chemins de fer des bassins houillers du Hainaut.
Le 25 avril 1870, la Société générale d'exploitation et la Compagnie des bassins houillers du Hainaut signèrent un traité avec l’État belge. Ce traité prévoit le rachat par l’État le 1er janvier 1871 d'une grande partie du réseau et du matériel des deux compagnies tout en autorisant les bassins houillers à construire des lignes nouvelles qui seraient remises à l’État. Ce traité, s'il met fin à l'exploitation par le groupe Phillippart de la majorité de son réseau belge, lui apporte des capitaux et lui accorde le droit de construire de nombreuses lignes, qui seront ensuite achetées par l’État.
À partir de 1871, il obtint des concessions ferroviaires en France et au Grand Duché du Luxembourg.
Il crée en 1872, la Banque Franco-Hollandaise. Il entre dans le capital de plusieurs autres (Banque Belge du Commerce et de l'Industrie et Banque Franco Autrichienne-Hongroise), ce qui l’entraîne dans divers déboires car les cours de l'ensemble de ses sociétés se mettent à baisser à la Bourse. 
En 1873, il prend le contrôle du Crédit mobilier.
Le Groupe Phillipart qui regroupait plusieurs de ses sociétés et compagnies ferroviaires commença à accumuler les difficultés financières tandis que Simon Phillippart multipliait les tentatives pour s'implanter en France. Toutefois, faute de disposer d'assez de capitaux, beaucoup des lignes concédées à Phillipart n'étaient toujours pas construites. La confiance s'éroda davantage.
La revente de plusieurs des compagnies ferroviaires amena un court répit avant que la Banque Franco-Hollandaise ne fasse faillite le 2 janvier 1877, entraînant dans son sillage les Bassins houillers, le 6 janvier, suivies par d'autres sociétés. Le groupe Phillipart fut démantelé. Beaucoup de ses lignes de chemin de fer furent alors nationalisées.
Il décède à Bruxelles le 4 mars 1900.
En 1878, il s'est rendu acquéreur d'une partie de l'Île du Levant .

## Compagnies de chemin de fer créées
- Compagnie des chemins de fer de Picardie et des Flandres (1868)
- Compagnie des chemins de fer du Nord-Est[14] (1869)
- Compagnie du chemin de fer d'Orléans à Rouen (1872)
- compagnie des Tramways du département du Nord (TDN)
- Tramways bruxellois (1874)
- Compagnie anonyme du chemin de fer de Lille à Valenciennes et ses Extensions
- Société anonyme "la Métallurgique" de Tubize